# Czerwień Nilu
Czerwień Nilu – organiczny związek chemiczny, barwnik lipofilowy o zdolności do fluorescencji. Zarówno maksymalna emisja, jak i wydajność kwantowa są silnie zależne od użytego rozpuszczalnika. Wyższa polarność rozpuszczalnika na ogół prowadzi do przesunięcia maksimum fluorescencji ku czerwieni i zmniejszenia wydajności kwantowej oraz czasu życia fluorescencji.

## Synteza
Czerwień nilową można wytworzyć w reakcji hydrolizy kwasowej poprzez ogrzewanie roztworu błękitu nilowego z kwasem siarkowym.

## Zastosowania
W biochemii czerwień Nilu jest wykorzystywana do wybarwiania białek, na przykład po elektroforezie SDS-PAGE.
Czerwień nilowa została również z powodzeniem zastosowana do wykrycia włókien amyloidowych peptydu Aβ1-42 hodowanych w obojętnym pH oraz ludzkiego białka prionowego (PrP90-231).
W mikrobiologii czerwień Nilu służy jako barwnik do oznaczania komórek lub poszczególnych ich składników, w szczególności lipidów. Fluorescencja zależy od hydrofobowości lipidów. Polarne, czyli bardziej hydrofilowe lipidy, takie jak fosfolipidy, które zlokalizowane są głównie w błonie komórkowej, fluoryzują na czerwono. Tłuszcze obojętne, takie jak triglicerydy lub estry cholesterolu w wewnątrzkomórkowych kropelkach tłuszczu, fluoryzują przy krótszych długościach fali.